# Shigofumi – Stories of Last Letter
Shigofumi – Stories of Last Letter (jap. シゴフミ 〜Stories of Last Letter〜, dt. „Brief von den Toten – Geschichten des letzten Briefes“) ist der Titel einer vierbändigen Light-Novel-Reihe aus den Jahren 2006–2008. Aufbauend auf der Romanreihe entstand die dreizehnteilige Anime-Fernsehserie Shigofumi (シゴフミ), die unter der Regie von Tatsuo Satō im Animationsstudio J.C.Staff entstand und ab Anfang 2008 im japanischen Fernsehen erstmals gezeigt wurde.
Die Geschichte handelt von der Botin Fumika, die Briefe von Toten an die Lebenden überbringt. Zunächst stehen die Geschichten verschiedener Sender solcher Briefe und die Reaktionen ihrer Empfänger im Vordergrund. Es zeigt sich jedoch bald, dass auch Fumika selbst eine tragische Vergangenheit hat, der sie sich mit Hilfe ihrer Freunde nähert.
Shigofumi ist ein psychologisches Drama mit übernatürlichen Elementen, in dem die Themen Tod und psychische Gewalt (insbesondere Mobbing in der Schule und Kindesmisshandlung), aber auch Liebe und Freundschaft zentrale Elemente darstellen.

## Handlung
Die Hauptakteurin der Geschichte ist Fumika, deren Aufgabe es ist, die letzten Worte kürzlich verstorbener Menschen in Form von Briefen – den Shigofumi („Nachtod-Briefe“) – an die Lebenden zu überbringen. Sie wird dabei von Kanaka begleitet, einem sprechenden Stab mit magischen Kräften, die Fumika mit Hilfe von Codes einsetzen kann. Während Fumika sehr ernst, schweigsam und gewissenhaft ihrer Aufgabe nachgeht, ist Kanaka lebhaft und leichtsinnig. Fumika und Kanaka lösen durch das Überbringen der Shigofumi bei den Empfängern ganz unterschiedliche Reaktionen aus: Einige Menschen sind überglücklich, andere begehen Verzweiflungstaten. Genau so unterschiedlich sind die Motive der Toten für ihre letzten Worte – Fürsorge, Hass, Liebe.
Im Lauf der Geschichte treffen Fumika und Kanaka immer wieder auf Fumikas Vorgesetzte und Kollegin Chiaki, die feststellt, dass Fumika nicht wie alle anderen Shigofumi-Boten selbst eine Tote ist. Bei einem ihrer Aufträge begegnen Fumika und Kanaka dem intelligenten Schüler Kaname Nojima. Dieser glaubt, in Fumika seine verschollene Liebe Fumika Mikawa wiederzuerkennen, die nach einem Mordversuch an ihrem Vater verschollen ist. Mit Hilfe von Natsuka Kasai, die bis zu Fumikas Verschwinden deren beste Freundin war, versucht er, das Rätsel um Fumika zu lösen. Die beiden finden ihre Freundin in einem Krankenhaus, wo sie seit ihrem Verschwinden drei Jahre zuvor in einem komatösen Zustand liegt.
Es stellt sich heraus, dass Fumikas Vater, der berühmte Schriftsteller Kirameki Mikawa, sie von klein auf misshandelt hat, um seine Kreativität anzuregen. Da Fumika mit dem Widerspruch, dass sie einerseits ihren Vater hasst, der sie so sehr quält, und ihn anderseits liebt, wenn er fröhlich mit ihr spielt, nicht aushalten kann, hat sie ihre Persönlichkeit aufgespalten: Fumi, die alles wehrlos erträgt, und Mika, die sich tapfer den schwierigen Situationen stellt. Bei dem Versuch, sich vor einer besonders schlimmen Misshandlung zu schützen, schießt Fumika ihren Vater an. Aus Schuldgefühl fällt Fumi ins Koma, während Mika zur Shigofumi-Botin wird.
Als Fumi wieder aus dem Koma erwacht, ist zunächst nicht klar, ob Mika, der andere Teil von Fumikas Persönlichkeit, verschwinden muss, damit Fumika als eine einzige Persönlichkeit weiterleben kann. Die beiden entscheiden jedoch, zwei getrennte Personen zu bleiben, und Mika geht weiterhin ihrer Aufgabe als Shigofumi-Botin nach, während Fumi endlich ein ganz normales Leben beginnt.

## Light Novel
Die Light Novel erschien von Oktober 2006 bis März 2008 bei Media Works Light-Novel-Imprint Dengeki Bunko. Sie wurde von Ryō Amamiya geschrieben, wobei der ursprüngliche Entwurf von Tomorō Yuzawa (湯澤 友楼, teilweise auch als das gleichlautende Tomorrow Yuzawa transkribiert) stammt. Tomorō Yuzawa ist dabei ein Sammelpseudonym, das sich aus den Beteiligten der Anime-Produktion zusammensetzt, die gleichzeitig mit der der Light Novel stattfand. Tomo stammt aus dem Namen des Produzenten von J.C.Staff Yūji Matsukura – wobei das Schriftzeichen 友 statt in der On-Lesung yū in der Kun-Lesung tomo verwendet wird. Des Weiteren setzt sich das Pseudonym aus den Namen des Drehbuchautors Ichirō Ōkouchi, des Produzenten von Bandai Visual Jun Yukawa und des Produzenten von Genco Nobuhiro Ōsawa zusammen.
Die Illustrationen stammen von Poko unter Verwendung des ursprünglichen Character Designs von Kōhaku Kuroboshi.

## Anime
Vom 6. Januar bis 23. März 2008 wurde nach Mitternacht (und damit am vorherigen Fernsehtag) der Anime zur Light Novel auf TV Chiba ausgestrahlt. Mit einer Stunde Versatz folgte TV Kanagawa sowie einige Tage später TV Saitama, KBS Kyōto, Tokyo MX, Sun TV, Mie TV, BS11, GBS und im Internet Bandai Channel.
Produziert wurde der Anime von Bandai Visual und animiert von J.C.Staff. Beteiligt waren dabei u. a. Ichirō Ōkouchi (Drehbuch), Tatsuo Satō (Regie) und Tetsuya Kawakami (Charakterdesign), letzterer verwendete Kōhaku Kuroboshis Entwürfe.
Die Serie thematisiert verschiedene gesellschaftliche Missstände, weshalb bei einigen Episoden Änderungen bei der Ausstrahlung vorgenommen wurden. So wurden Episode 3, die vom Selbstmord eines Jugendlichen handelt, und Episode 8, die elterliche Kindesmisshandlung thematisiert, kurz vor der Ausstrahlung aus „Rücksichtnahme auf die derzeitige gesellschaftliche Situation“ (「昨今の社会情勢に配慮」) geändert. Episode 6, die von Mobbing unter Schülern (Ijime) handelt, wurde von Sun TV bei der Ausstrahlung übersprungen.
| Rolle         | japanischer Sprecher (Seiyū) |
| ------------- | ---------------------------- |
| Fumika        | Kana Ueda                    |
| Kanaka/Mayama | Yuki Matsuoka                |
| Chiaki        | Masumi Asano                 |
| Natsuka Kasai | Saeko Chiba                  |
| Kaname Nojima | Takuma Terashima             |